# فرودگاه فورنبو اسلو
فرودگاه فورنبو اسلو (به انگلیسی: Oslo Airport, Fornebu) (به زبان بومی: Oslo lufthavn, Fornebu) یک فرودگاه همگانی مسافربری با کد یاتا FBU است که یک باند فرود آسفالت دارد و طول باند آن ۲۳۷۰ متر است. این فرودگاه در شهر اسلو کشور نروژ قرار دارد و در ارتفاع ۱۷ متری از سطح دریا واقع شده است.